# Amplified: A Decade of Reinventing the Cello
Albums de Apocalyptica
Apocalyptica
(2005) Worlds Collide
(2007)
Amplified / A Decade of Reinventing the Cello est un album compilation du groupe finlandais Apocalyptica sorti en 2006.

## Liste des morceaux

### CD 1
1. Enter Sandman
2. Harmageddon
3. Nothing Else Matters
4. Refuse /Resist
5. Somewhere Around Nothing
6. Betrayal
7. Farewell
8. Master of Puppets
9. Hall of the Mountain King
10. One
11. Heat
12. Cohkka
13. Kaamos
14. Deathzone
15. Angel of Death

### CD 2
1. Repressed
2. Path Vol.2
3. Bittersweet
4. Hope Vol.2
5. En Vie
6. Faraway Vol.2
7. Life Burns
8. Seemann